# Cerreto Laziale
Cerreto Laziale ist eine Gemeinde in der Metropolitanstadt Rom in der italienischen Region Latium mit 1073 Einwohnern (Stand 31. Dezember 2023). Sie liegt 59 km östlich von Rom.

## Geografie
Cerreto Laziale liegt auf einem Bergrücken der Monti Ruffi. Es ist Mitglied der Comunità Montana Valle dell’Aniene.

## Bevölkerungsentwicklung
| Jahr      | 1881 | 1901 | 1921 | 1936 | 1951 | 1971 | 1991 | 2001 |
| Einwohner | 897  | 1050 | 1289 | 1242 | 1203 | 1019 | 1077 | 1057 |

Quelle: ISTAT

## Politik
Mit der Wahl vom 10. Juni 2018 wurde Gina Panci (Lista Civica: Amiamo Cerreto) zur Bürgermeisterin gewählt.

### Partnerstädte
- Civrieux (Ain)